# Eschweiler (Germania)
Eschweiler (Aischwiile nel dialetto locale) è una città della Renania Settentrionale-Vestfalia, in Germania.
Appartiene al distretto governativo (Regierungsbezirk) di Colonia ed alla regione urbana (StädteRegion) di Aquisgrana (targa AC).
Eschweiler si fregia del titolo di "Media città di circondario" (Mittlere kreisangehörige Stadt).

## Infrastrutture e trasporti
La cittadina si trova all'incrocio di importanti vie di comunicazione quali le autostrade A4 (Colonia-Maastricht) e A44 (Düsseldorf-Liegi). Dispone inoltre di sei stazioni ferroviarie (Eschweiler Hauptbahnhof, Eschweiler-West, Eschweiler-Talbahnhof, Eschweiler-Nothberg, Eschweiler-St. Jöris e Eschweiler-Weisweiler). Per quanto riguarda i trasporti urbani, essi sono assicurati da venti linee di autobus.

## Amministrazione

### Gemellaggi
- Wattrelos, dal 1975[2]
- Reigate and Banstead, dal 1985[2]